# Serano Seymor
Serano Seymor (* 4. Januar 2002) ist ein niederländischer Fußballspieler. Er steht bei Excelsior Rotterdam unter Vertrag.

## Karriere
Serano Seymor spielte anfänglich in Vlaardingen bei VFC, bevor er in die Jugendabteilung von Excelsior Rotterdam wechselte. Im Alter von 19 Jahren gab er am 6. August 2021 sein Profidebüt in der Eerste Divisie (zweithöchste Spielklasse in den Niederlanden) gegen TOP Oss. Excelsior Rotterdam qualifizierte sich als Tabellensechster für die Auf-und-Abstiegs-Play-offs, wobei Seymor zu sechs Einsätzen kam. In den Auf-und-Abstiegs-Play-offs setzte sich der Verein gegen Roda JC Kerkrade, Heracles Almelo und nach Elfmeterschießen gegen ADO Den Haag durch und stieg somit in die Eredivisie auf.